# John Lennon Anthology
Albums par John Lennon
Lennon Legend: The Very Best of John Lennon
(1997) Wonsaponatime
(1998)
John Lennon Anthology est un album posthume de John Lennon, sorti en 1998. Il s'agit d'une compilation de morceaux enregistrés entre 1969 et 1980, réalisée par sa veuve, Yoko Ono. L'ensemble est divisé en quatre disques correspondant à quatre périodes de la vie du musicien.

## Liste des chansons
Sauf mention contraire, les chansons sont de John Lennon :

### Disque 1 (Ascot)
1. Working Class Hero – 4:19
2. God - 3:32
3. I Found Out - 3:47
4. Hold On - 0:43
5. Isolation - 4:46
6. Love - 2:43
7. Mother - 3:49
8. Remember - 2:44
9. Imagine (prise 1) - 3:21
10. Fortunately - 0:19
11. Baby Please Don't Go (Walter Ward) - 4:04
12. Oh My Love (John Lennon/Yoko Ono) - 2:53
13. Jealous Guy - 4:10
14. Maggie Mae (traditionnel, arrangement : John Lennon/Paul McCartney/George Harrison/Richard Starkey) - 0:53
15. How Do You Sleep? - 5:20
16. God Save Oz (John Lennon/Yoko Ono) - 3:27
17. Do the Oz (John Lennon/Yoko Ono) - 3:08
18. I Don't Want to Be a Soldier - 5:20
19. Give Peace a Chance - 1:52
20. Look at Me - 2:50
21. Long Lost John (traditionnel, arrangement : John Lennon) - 2:14

### Disque 2 (New York City)
1. New York City – 0:55
2. Attica State (live) (John Lennon/Yoko Ono) – 4:25
3. Imagine (live) – 3:11
4. Bring on the Lucie (Freda Peeple) – 4:07
5. Woman Is the Nigger of the World (John Lennon/Yoko Ono) – 0:39
6. Geraldo Rivera - One to One Concert – 0:39
7. Woman Is the Nigger of the World (live) (John Lennon/Yoko Ono) – 5:14
8. It's So Hard (live) – 3:09
9. Come Together (live) (John Lennon/Paul McCartney) – 4:19
10. Happy Xmas (War Is Over) (John Lennon/Yoko Ono) – 3:32
11. Luck of the Irish (live) (John Lennon/Yoko Ono) – 3:42
12. John Sinclair (live) – 3:43
13. The David Frost Show – 0:52
14. Mind Games (I Promise) – 1:01
15. Mind Games (Make Love, Not War) – 1:14
16. One Day At A Time – 3:13
17. I Know – 3:13
18. I'm the Greatest – 3:37
19. Goodnight Vienna – 2:42
20. Jerry Lewis Telethon – 1:59
21. A Kiss Is Just a Kiss (Herman Hupfield) – 0:11
22. Real Love – 4:13
23. You Are Here – 4:55

### Disque 3 (The Lost Weekend)
1. What You Got – 1:14
2. Nobody Loves You (When You're Down and Out) – 5:38
3. Whatever Gets You Thru the Night (home) – 0:38
4. Whatever Gets You Thru the Night (studio) – 3:33
5. Yesterday (parodie) (John Lennon/Paul McCartney) – 0:33
6. Be-Bop-A-Lula (Gene Vincent/Tex Davis) – 2:52
7. Rip It Up/Ready Teddy (Robert Blackwell/John Marascalco) – 2:32
8. Scared – 5:02
9. Steel and Glass – 4:46
10. Surprise, Surprise (Sweet Bird of Paradox) – 2:58
11. Bless You – 4:15
12. Going Down on Love – 0:54
13. Move Over Ms. L – 3:10
14. Ain't She Sweet (Yellen/Ager) – 0:28
15. Slippin' and Slidin' (Richard Penniman/Bocage/Collins/Smith) – 2:28
16. Peggy Sue (Jerry Allison/Buddy Holly/Norman Petty) – 1:18
17. Bring It On Home to Me/Send Me Some Lovin' (Sam Cooke/Lloyd Price) – 3:50
18. Phil and John 1 – 2:13
19. Phil and John 2 – 2:00
20. Phil and John 3 – 0:54
21. When in Doubt, Fuck It  – 0:09
22. Be My Baby (Phil Spector/Ellie Greenwich/Jeff Barry) – 4:32
23. Stranger's Room – 3:17
24. Old Dirt Road (John Lennon/Harry Nilsson) – 3:54

### Disque 4 (Dakota)
1. I'm Losing You – 4:06
2. Sean's 'Little Help' – 0:57
3. Serve Yourself – 3:47
4. My Life – 2:36
5. Nobody Told Me – 3:31
6. Life Begins at 40 – 2:23
7. I Don't Wanna Face It – 3:31
8. Woman – 4:01
9. Dear Yoko – 2:33
10. Watching the Wheels – 3:04
11. I'm Stepping Out – 4:19
12. Borrowed Time – 3:57
13. The Rishi Kesh Song – 2:26
14. Sean's 'Loud'' – 0:33
15. Beautiful Boy (Darling Boy) – 4:11
16. Mr. Hyde's Gone (Don't Be Afraid) – 2:41
17. Only You (And You Alone) (Ande Rand/Buck Ram) – 3:24
18. Grow Old with Me (en) – 3:18
19. Dear John – 2:13
20. The Great Wok – 3:13
21. Mucho Mungo – 1:24
22. Satire 1 – 2:20
23. Satire 2 – 4:34
24. Satire 3 – 0:45
25. Sean's "In the Sky" – 1:22
26. It's Real – 1:05

## Classement
| Classement (1975)             | Meilleure position |
| ----------------------------- | ------------------ |
| Royaume-Uni (UK Albums Chart) | 62                 |
| États-Unis (Billboard)        | 99                 |
| France (IFOP)                 | 5                  |